# NGC 7303
NGC 7303 ist eine Spiralgalaxie vom Hubble-Typ Sbc im Sternbild Pegasus am Nordsternhimmel. Sie ist schätzungsweise 174 Millionen Lichtjahre von der Milchstraße entfernt.
Das Objekt wurde am 15. September 1828 von John Herschel entdeckt.